# Khamis Saad Mubarak
Khamis Saad Mubarak (4 ottobre 1970) è un ex calciatore emiratino, di ruolo attaccante.